# Banque islamique de Guinée
 (mars 2025).
La Banque islamique de Guinée est la première banque privée en Guinée.

## Présentation
Créée en 1983, elle est membre du groupe Tamweel Africa Holding qui regroupe quatre banques islamiques dans la sous-région ouest-africaine : Banque islamique du Sénégal, Banque islamique du Niger, Banque islamique de la Mauritanie.
Elle doit proposer des services bancaires conformes aux principes de la charia. Elle possède quinze agences dont sept à Conakry.

## Implantation géographique
La BIG est présente dans les zones suivantes :
- Kaloum
- Madina
- Constantin
- Kipé
- Lambanyi
- Cimenterie
- Matoto
- Kindia
- Mamaou
- Labé
- Boké
- Kankan
- Kamsar
- Siguiri
- Boffa